# Drosera whittakeri
La drosera di Whittaker (Drosera whittakeri Planch., 1848) è una pianta carnivora della famiglia delle Droseracee, endemica dell'Australia.

## Descrizione
La pianta ha un diametro massimo tra i 4 e gli 8 centimetri. Le foglie sono ampie e a forma di spatola disposte a  rosetta. Possono essere di colore giallo o verde, fino a variare fino all'arancione o al rosso. Misurano dai 10 ai 15 mm di lunghezza e tra i 9 e i 13 mm di larghezza. In generale, la pianta produce fino a 20 fiori di colore bianco nel principale periodo di fioritura, corrispondente al periodo tra i mesi di maggio e novembre nella sua aria di distribuzione naturale.

## Tassonomia
La specie è stata descritta formalmente per la prima volta da Jules Émile Planchon in una pubblicazione per Annales des Sciences Naturelles nel 1848